# Уильямс, Перси
Перси Альфред Уильямс (англ. Percy Alfred Williams; 19 мая 1908, Ванкувер, Канада — 29 ноября 1982, Ванкувер, Канада) — канадский легкоатлет, победитель забегов на 100 и 200 метров на Олимпиаде 1928 года в Амстердаме, экс-рекордсмен мира в спринте на 100 метров, кавалер ордена Канады (1979).

## Биография
Единственный ребёнок англичанина Фридриха Уильямса и Шарлотты Родос, родом из Сент-Джонса, Ньюфаундленд.
С 15-летнего возраста страдал ревматизмом, ему было рекомендовано избегать физических нагрузок. Однако, поскольку в его школе требовалось участвовать в спортивных соревнованиях, он начал тренироваться в спринте и к 1927 году стал местным чемпионом.
Перси был очень удивлён, когда в 20 лет выиграл канадский отборочный турнир на Олимпиаду. Его тренер, Боб Грандер, и сам Уильям, чтобы добыть средств на дорогу через океан, временно устроились официантами и посудомоями в поездах, курсирующих по восточной Канаде. Часть средств добавили ванкуверские поклонники Перси. К своему удивлению, Перси открыл для себя, что без особых усилий может выиграть олимпийскую медаль в беге на 100 метров.
Свой успех он повторил на 200 метрах и вернулся домой национальным героем с двумя золотыми медалями. Он был также членом команды Канады в эстафете 4×100 метров, дисквалифицированной на Олимпиаде.
Перси доказал, что его успех был не случаен, установив мировой рекорд на чемпионате Канады по лёгкой атлетике (09.08.1930) и выиграв 100-ярдовый забег на Играх Британской империи в 1930 году в Гамильтоне, Онтарио. На этих Играх он порвал сухожилия на левой ноге и больше не смог полноценно выступать в большом спорте: на играх 1932 года в Лос-Анджелесе был дисквалифицирован в полуфинальном забеге на 100 метров. В составе команды Канады был четвёртым в эстафете 4*100 метров. По окончании этой Олимпиады Перси покинул большой спорт и стал страховым агентом. Когда в 1971 году, после кончины его тренера, Уильямса спросили, каков был вклад в его спортивные успехи тренера, Перси ответил — 100 %.
В августе 1940 года Уильямс вступил в ополчение, его занятия были указаны как «торговый служащий», а религия — как Англиканская церковь. Во время Второй мировой войны он служил гражданским пилотом, перегоняя самолёты по стране для канадских авиалиний, а затем стал гражданским летным инструктором Королевских ВВС Канады.
Он стал единственным из канадских олимпийских чемпионов, отказавшихся от приглашения федерального правительства на летние Олимпийские игры 1976 года в Монреале.
В 1979 году был награждён орденом Канады.
В 1980 году он пожертвовал две свои золотые медали Олимпиады 1928 года Залу спортивной славы Британской Колумбии, сказав, что хочет, чтобы их заметили и запомнили. Через несколько недель их украли.

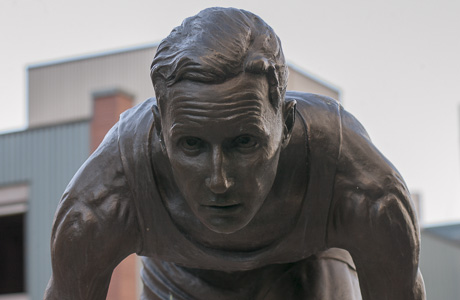
Статуя Уильямса перед B.C. Place Stadium в Ванкувере

Не создав своей семьи, Уильямс жил со своей матерью до её кончины в 1977 году (в возрасте 92 лет). После этого он остался один. Страдал от хронического артрита.
Перси коллекционировал оружие и по иронии судьбы застрелился из оружия, которым был награждён за участие в Олимпиаде-1928, не оставив предсмертной записки и шокировав всех.
В 1950 году канадской прессой Перси Уильямс был назван лучшим канадским легкоатлетом первой половины XX века.

## Память

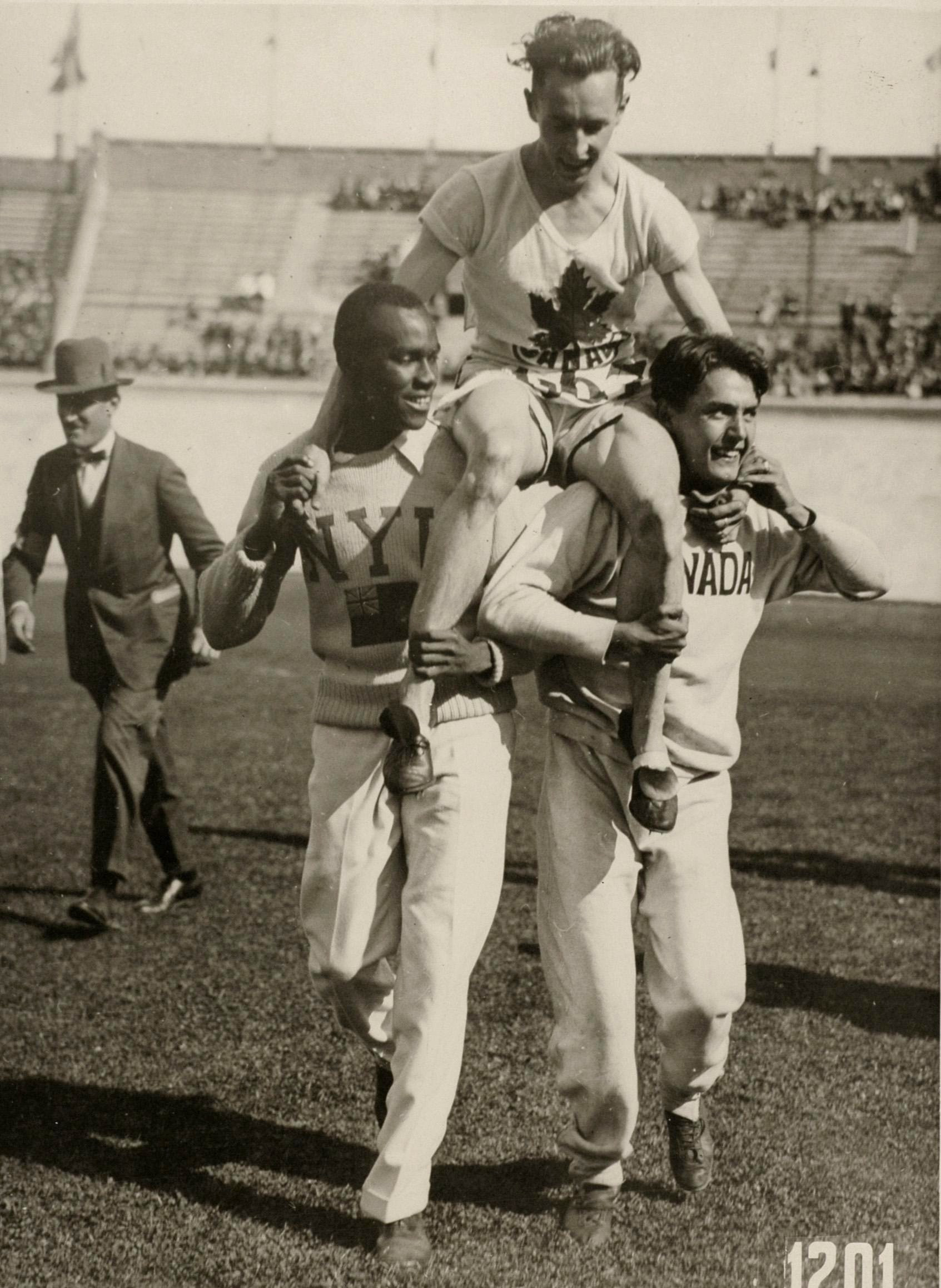
Уильямс, Фил Эдвардс (слева) и Брант Литтл после победы на 100 метров на Олимпийских играх 1928 года.